# Lömmenschwil
Lömmenschwil ist eine Ortschaft in der politischen Gemeinde Häggenschwil im Wahlkreis St. Gallen im Schweizer Kanton St. Gallen.

## Geographie und Verkehr
Lömmenschwil liegt an der Verzweigung der Hauptstrasse von St. Gallen nach Amriswil–Konstanz und Romanshorn. Der Autobahnzubringer A1.1 Meggenhus–Arbon West entlastet Lömmenschwil vom Durchgangsverkehr.
Lömmenschwil befindet sich einen Kilometer südlich des Bahnhofs Häggenschwil-Winden an der Strecke St. Gallen–Romanshorn der Südostbahn und ist somit näher an der Bahnstation als das Dorf Häggenschwil. Im öffentlichen Verkehr wird es zudem durch die Postautolinie Häggenschwil-Winden–Lömmenschwil–Häggenschwil–Wittenbach bedient.
Zur Ortschaft mit der Postleitzahl 9308 gehören nebst Lömmenschwil die Weiler Atzenholz, Gerschwil, Grüenenstein, Holzrüti, Rohrenmoos, Ruggisberg, Wäldi und der zur politischen Gemeinde Wittenbach gehörende Weiler Hinterberg.

## Geschichte

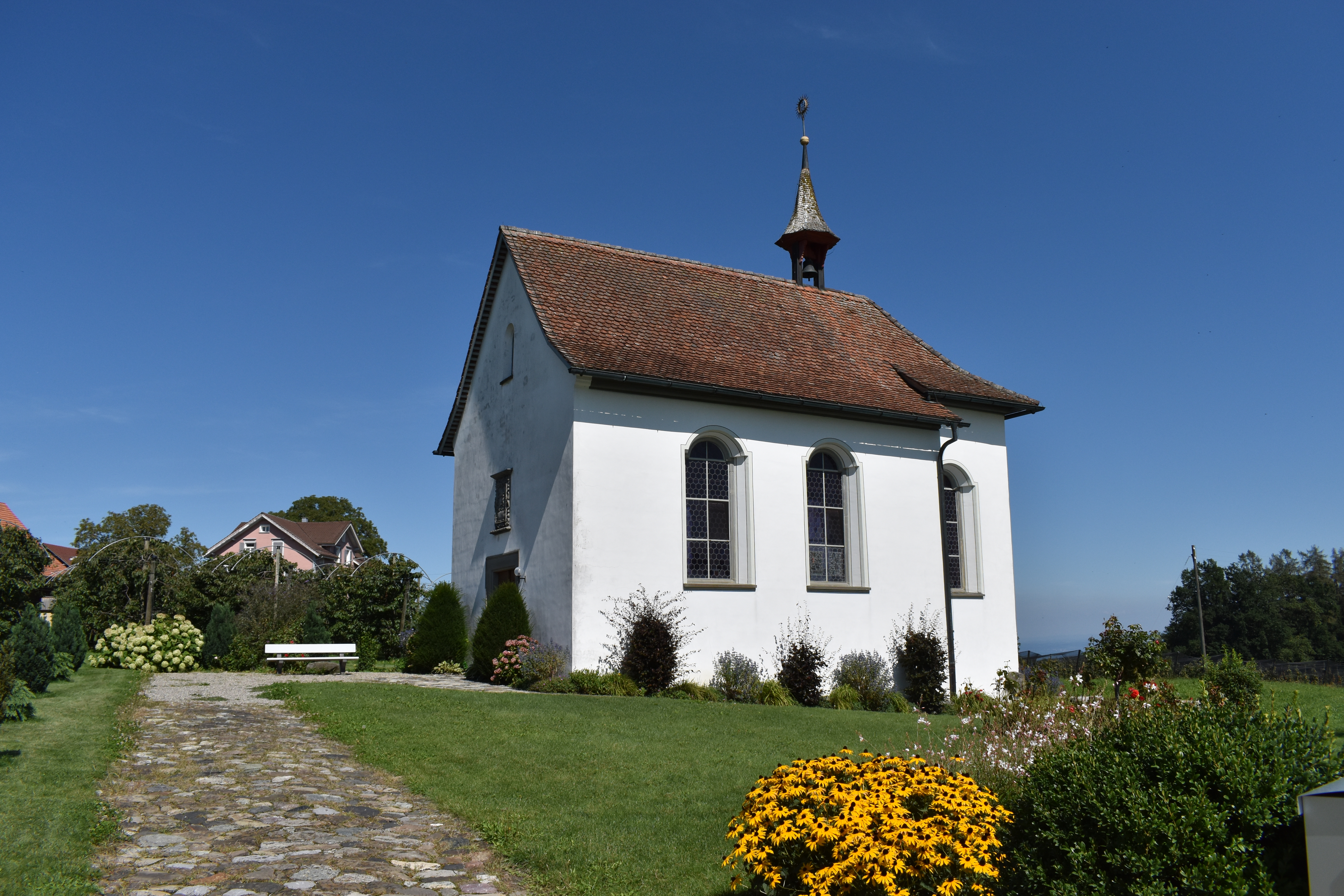
Mariakapelle Ruggisberg aus dem Jahr 1684

Lömmenschwil wurde 854 als domus Liubmanni und 904 als villa Liubmanni bzw. als Liubmanneswilarre erwähnt. Vom 8. bis 10. Jahrhundert bildete sich die Grundherrschaft des Klosters St. Gallen im Gebiet der heutigen Gemeinde Häggenschwil heraus. Die Bildung der Gemeinde Lömmenschwil dürfte 1458/59 ihren Abschluss gefunden haben. Bis 1798 war Lömmenschwil kein eigenes Gericht, sondern eine Hauptmannschaft des Hofgerichts und damit ein Teil des Landshofmeisteramts der Fürstabtei St. Gallen. Bis 1803 hiess die heutige Gemeinde Häggenschwil Lömmenschwil, nach dem lange Zeit bedeutendsten Weiler an der alten Strasse von St. Gallen nach Konstanz (Alte Konstanzerstrasse). Durch den 1728 erfolgten Bau der Pfarrkirche im Gemeindeteil Häggenschwil verlor Lömmenschwil an Bedeutung, so dass die 1803 neu geschaffene politische Gemeinde den Namen Häggenschwil erhielt.

## Sehenswürdigkeiten
Im Ruggisberg befindet sich die Marienkapelle Ruggisberg, die 1684 zum Gedenken an den Sieg über die Türken bei Wien 1683 in Auftrag gegeben wurde, sowie das Landwirtschaftsmuseum Ruggisberg. In Lömmenschwil selbst lädt das Ortsmuseum Häggenschwil zum Besuch ein.